# حفاظت تاریخی

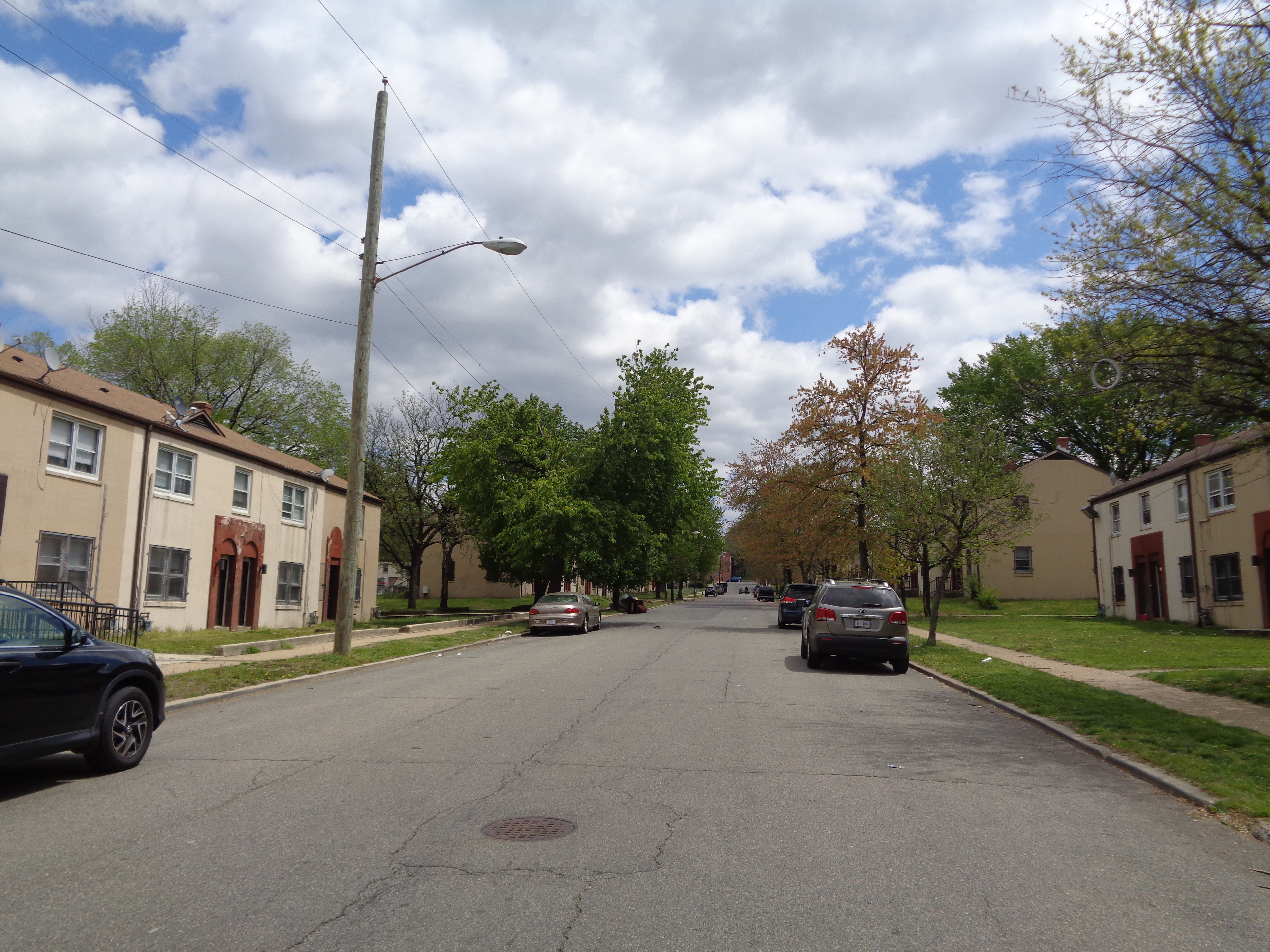
امروزه، حفاظت تاریخی اغلب به مناظر روزمره و بومی مرتبط با جوامع حاشیه‌نشین، مانند مزرعه بری در واشینگتن، دی سی (تصویر اینجا) مربوط می‌شود، همان‌قدر که دارای ویژگی‌های تاریخی است.

حفاظت تاریخی (به انگلیسی: Historic preservation) یا حفاظت میراث ساخته‌شده (به انگلیسی: built heritage preservation)، تلاشی است که به دنبال حفظ و حفاظت از ساختمان‌ها، اشیاء، مناظر یا دیگر آثار با اهمیت تاریخی است. این یک مفهوم فلسفی است که در قرن بیستم رایج شد و معتقد است که شهرها به عنوان محصول توسعه قرن‌ها باید موظف به محافظت از میراث موروثی خود باشند. این اصطلاح به‌طور خاص به حفظ محیط زیست ساخته شده اشاره دارد، و نه به حفظ، به عنوان مثال، جنگل‌های اولیه یا بیابان.